# Parancylolomia relicta
Parancylolomia relicta là một loài bướm đêm trong họ Crambidae.